# Bournainville-Faverolles
 Bournainville-Faverolles  là một xã thuộc tỉnh Eure trong vùng Normandie miền bắc nước Pháp.

## Huy hiệu
| Arms of Bournainville-Faverolles | The arms of Bournainville-Faverolles are blazoned: Or, a lion crowned sable, langued gules, and in base the date 1660 sable. |